# Augustin Fabre
Pour les articles homonymes, voir Augustin Fabre (homonymie) et Fabre.
Jean Raymond Auguste Fabre dit Augustin Fabre est un écrivain français (1792-1839), conspirateur républicain sous Charles X. Il était le commandant, avec Morhéry, de l'Association de Janvier, société secrète paramilitaire à l'origine du déclenchement des Trois Glorieuses. Il ne doit pas être confondu avec Augustin Jules Esprit Fabre, historien de Marseille et de la Provence.
Il s'est distingué dans les lettres. On lui doit :
- La Calédonie, poème en douze chants, 1823 ;
- Histoire du siège de Missolonghi, 1826 ;
- La Révolution de 1830 ;
- Mémorial historique de la Révolution, 1833.

Il est le frère de Victorin Fabre.
Les deux frères fondèrent en 1829 La Tribune des départements, journal politique avancé.

## Source
- Notices d'autorité :   - VIAF
  - ISNI
  - BnF (données)
  - GND
  - Belgique
  - Pologne

Cet article comprend des extraits du Dictionnaire Bouillet. Il est possible de supprimer cette indication, si le texte reflète le savoir actuel sur ce thème, si les sources sont citées, s'il satisfait aux exigences linguistiques actuelles et s'il ne contient pas de propos qui vont à l'encontre des règles de neutralité de Wikipédia.